# 索拉斯區
14°41′38″S 74°07′27″W / 14.69389°S 74.12417°W
索拉斯區（西班牙語：Distrito de Soras），是秘魯的一個區，位於該國中南部阿亞庫喬大區的蘇克雷省，始建於1857年1月2日，面積358平方公里，海拔高度3,462米，2005年人口1,326，人口密度每平方公里3.7人。